# Kanton Brie-Comte-Robert
Kanton Brie-Comte-Robert (fr. Canton de Brie-Comte-Robert) byl francouzský kanton v departementu Seine-et-Marne v regionu Île-de-France. Tvořilo ho 12 obcí. Zrušen byl po reformě kantonů 2014.

## Obce kantonu
- Brie-Comte-Robert
- Chevry-Cossigny
- Coubert
- Évry-Grégy-sur-Yerre
- Férolles-Attilly
- Grisy-Suisnes
- Lésigny
- Limoges-Fourches
- Lissy
- Servon
- Soignolles-en-Brie
- Solers